# 片腕必殺剣
『片腕必殺剣』（原題：獨臂刀、英題：One-Armed Swordsman）は1967年の香港映画である。チャン・チェ監督、ジミー・ウォング主演。香港で大ヒットを記録した。

## 概要
ジミー・ウォングは本作が大出世作となった。

## 関連作品
- 『続・片腕必殺剣』（1969年）
  - 監督チャン・チェ、主演ジミー・ウォングの続編。
- 『新・片腕必殺剣』（1971年）
  - 監督チャン・チェ、主演デビッド・チャンの作品。
- 『新座頭市・破れ!唐人剣』（1971年）
  - 主演ジミー・ウォング、勝新太郎の作品。
- 『片腕ドラゴン』（1972年）
  - 監督・主演ジミー・ウォングの作品。
- 『片腕カンフー対空とぶギロチン』（1975年）
  - 監督・主演ジミー・ウォングの上記作品の続編。
- 『ブレード/刀』（1995年）
  - 本作のリメイク。監督ツイ・ハーク、主演チウ・マンチェク。